# إيزابيل هاردمان
إيزابيل هاردمان (بالإنجليزية: Isabel Hardman)‏ هي مقدمة برامج إذاعية وصحفية بريطانية، ولدت في 5 مايو 1986 في حي كامدين فى لندن في المملكة المتحدة.